# سرزمین گراهام

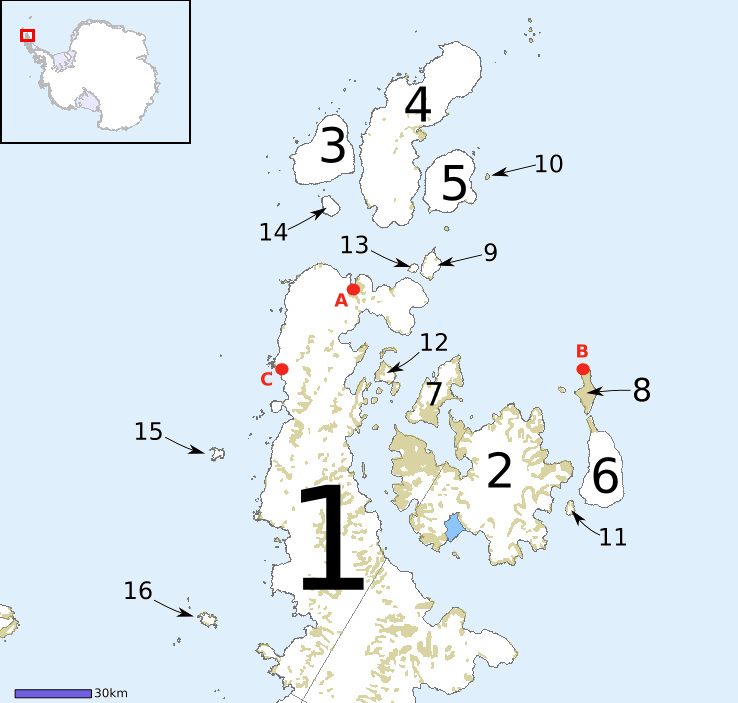
سرزمین گراهام شمالی و جزیره‌های پیرامون آن. ۱ شبه‌جزیره جنوبگان، ۲ جزیره جیمز راس، 3 D'Urville Island, ۴ جزیره ژوان‌ویل، 5 Dundee Island, ۶ جزیره اسنو هیل، 7 Vega Island, ۸ جزیره سیمور، 9 Andersson Island, 10 Paulet Island, 11 Lockyer Island, 12 Eagle Island, 13 Jonassen Island, 14 Bransfield Island, 15 Astrolabe Island, 16 Tower Island

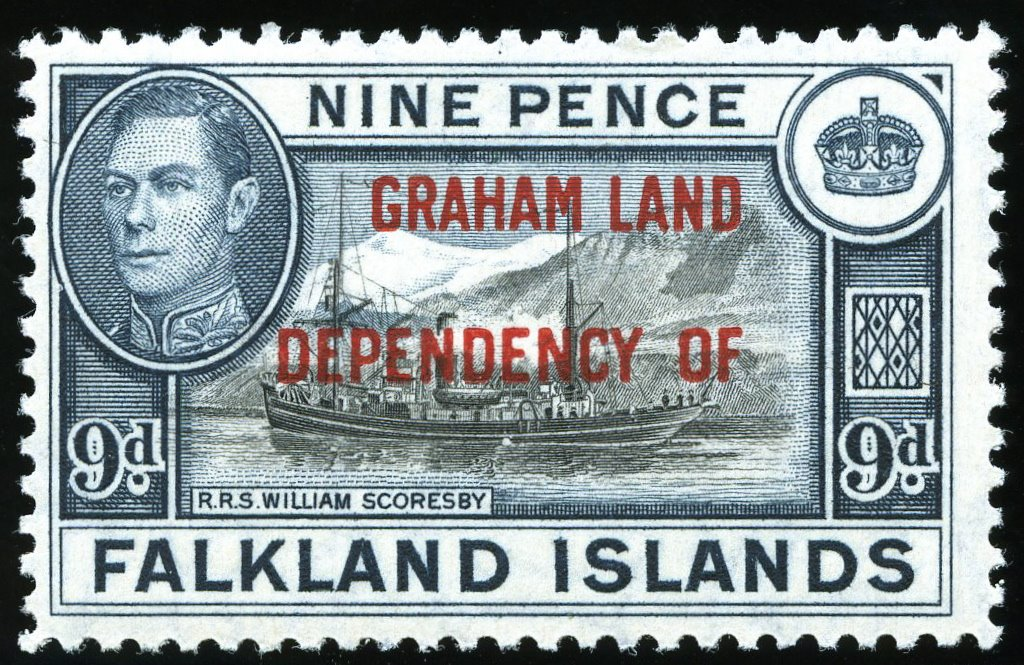
تمبر روچاپی متعلق به جزایر فالکلند در سال ۱۹۴۴ برای استفاده در سرزمین گراهام.

سرزمین گراهام (انگلیسی: Graham Land) بخشی از شبه‌جزیره جنوبگان است که در شمال خطی قرار دارد که به دماغه جرمی و دماغه آگاسیز می‌پیوندد. این توصیف از سرزمین گراهام با توافقنامه ۱۹۶۴ بین کمیته جای‌نام‌های بریتانیا و کمیته مشورتی ایالات متحده در مورد نام‌های جنوبگان مطابقت دارد. در آن توافقنامه، نام «شبه جزیره جنوبگان» برای شبه‌جزیره اصلی جنوبگان و نام‌های سرزمین گراهام و سرزمین پالمر به ترتیب برای مناطق شمالی و جنوبی شبه‌جزیره تصویب شد. خط جداکننده آنها تقریباً مدار ۶۹ درجه جنوبی است.
سرزمین گراهام به افتخار جیمز آر. جی. گراهام نام‌گذاری شده که نخستین لرد دریاسالاری در زمان کاوشگری جان بیسکو در سمت غربی سرزمین گراهام در سال ۱۸۳۲ بود. این سرزمین مورد ادعای کشورهای آرژانتین (به‌عنوان بخشی از جنوبگان آرژانتین)، بریتانیا (به‌عنوان بخشی از قلمرو جنوبگان بریتانیا و شیلی (به‌عنوان بخشی از قلمرو جنوبگان شیلی) است.
سرزمین گراهام نزدیکترین قسمت جنوبگان به آمریکای جنوبی است، بنابراین، مقصدی رایج برای کشتی‌های کوچک است که بازدیدکنندگانی را در سفرهای جنوبگان از آمریکای جنوبی به این قاره می‌برند (کشتی‌های بزرگ‌تر مجاز به پیاده‌کردن مسافران نیستند).
تا اکتشافات سفر کاوشگری سرزمین گراهام بریتانیا در سالهای ۱۹۳۴ تا ۱۹۳۷، عموماً تصور می‌شد که این سرزمین یک مجمع‌الجزایر باشد تا یک شبه‌جزیره. کوه‌های سرزمین گراهام آخرین رشته‌کوه کوردیلرای آمریکا هستند، که یک توالی تقریباً پیوسته از رشته‌کوه‌ها است که «ستون فقرات» بخش غربی آمریکای شمالی، آمریکای مرکزی، آمریکای جنوبی و شبه جنوبگان را تشکیل می‌دهد.
آرژانتین سرزمین گراهام را سرزمین سن مارتین (Tierra de San Martín) و شبه‌جزیره شمالی (شبه‌جزیره ترینیتی) را نیز شبه‌جزیره ترینداد (Península Trinidad) یا سرزمین ترینداد (Tierra de la Trinidad) می‌نامد. به همین ترتیب، شیلی نیز کل شبه‌جزیره جنوبگان را سرزمین اوخیگینس (Tierra de O'Higgins) می‌نامد.